# Puente de la Mesta (río Huso)
El puente de la Mesta o de Cabeza del Conde es un puente sobre el río Huso, en la provincia española de Toledo.

## Descripción
Permite el paso sobre el río Huso, un afluente del Tajo. El puente, de sillería, con un solo vano y cuya construcción se remonta a mediados del siglo XVI, está ubicado en la provincia española de Toledo, en el límite entre los términos municipales de La Estrella y Aldeanueva de Barbarroya. Aparece mencionado en el Diccionario geográfico-estadístico-histórico de España y sus posesiones de Ultramar de Pascual Madoz, en la entrada correspondiente al río Huso, de la siguiente manera: «tiene un solo puente de piedra sillería, con un ojo y arruinado».